# Fáni-völgyi 6. sz. üreg
A Fáni-völgyi 6. sz. üreg a Duna–Ipoly Nemzeti Parkban található Vértes hegységben, Száron lévő egyik barlang.

## Leírás
Szár külterületén, a Vértesi Natúrpark fokozottan védett területén, erdőben helyezkedik el a barlang. A Fáni-völgy K-i végét lezáró sorompótól a műúton Ny-ra, kb. 300 m-t haladva, a völgy É-i oldalában, 254 m tszf. magasságban, az úttól kb. 20 m relatív magasságban van a barlang bejárata. Aránylag nagy méretű, 2,3 m széles, 2,6 m magas, természetes jellegű, íves, vízszintes tengelyirányú bejárata sziklafalban kb. 3 m magasságban fekszik. Turistatérképeken jelölve van a barlang helye barlangjellel és nevének feltüntetésével.
A barlang egyetlen vízszintes, alagút jellegű szelvényű üregből áll. Befoglaló kőzete vastagpados triász fődolomit. Az üreg kifagyásos kőzetaprózódás és korrózió miatt jött létre. Falain, mennyezetén több helyen szép oldásformák, gömbüstök, korróziós lyukak jöttek létre. Néhány kis méretű borsókő is látható benne. Alja szálkő, melyet humusz, avar, valamint kőzettörmelék fed vékonyan. Rendszeres használatára utal a benne található friss tűzhelymaradvány, a falakon lévő koromnyomok, firkálások, és némi szemét. Muflonok nyoma szintén előfordul a barlangban. A nehezen járható (meredek) terepen megközelíthető, könnyen, utcai ruhában járható barlang megtekintéséhez nem szükséges engedély.
1979-ben volt először Fáni-völgyi 6. sz. üregnek nevezve a barlang az irodalmában. Előfordul a barlang az irodalmában Fáni-völgyi 6.sz. barlang (Egri 2003), Fáni-völgyi 6.sz. üreg (Bertalan 1976), Fáni-völgyi-barlang (Kordos 1984) és Fáni-völgyi–barlang (Kocsis 1975) neveken is.

## Kutatástörténet
Az 1962-ben kiadott, A barlangok világa című könyv szerint a Vértes hegységben lévő Fáni-völgyben, a pataktól 10–12 m-rel magasabban kis barlangok vannak. A Ferencvárosi Természetbarátok Sportköre Barlangkutató Csoportjának váltott tagokból álló egyik csoportja, melyet Horváth János vezetett, 1968-ban folytatta a Vértes hegység bejárását és a hegységben lévő barlangok háromsíkú felmérését. Ez a csoport a Fáni-völgyben felmért kilenc, részben korábban ismert (I–IX. jelzésű) sziklaüreget. Az FTSK Barlangkutató Csoport 1969. évi jelentése szerint Horváth János az 1968. tavaszi-őszi barlangfelmérések felhasználásával 1969-ben elkészítette a Fáni-völgy (Vértes hegység) 9 üregének térképét. A térképeken 1:100 méretarányban vannak bemutatva a barlangok.
A Kocsis Antal által írt, 1975-ben megjelent kiadványban az van írva, hogy a Fáni-völgyi–barlang (Fáni-völgyi 6. sz. üreg) és a Fáni-völgyi–fülkesor (Fáni-völgyi 7. sz. üreg, Fáni-völgyi 8. sz. üreg) ugyanazon a völgyoldalon található. A Fáni-völgyi 6. sz. üregnek a fülkesortól DK-re, 30 m-re, kissé lentebb, nagyrészt összefüggő dolomitsziklafalban 3 m magasan van a bejárata. A szabályosan kialakult, barlang típusú üreg 5,5 m hosszú, 2,6–4 m széles, magassága pedig 1,6–2,2 m között változik. Rétegesen repedezett a barlang fala, amelyen karsztvízszivárgás és lyukasan korrodált elváltozások vannak. Algatelepek, rovarok és pókszabásúak fordulnak elő az üregben. A kiadványban lévő térképmellékleten látható a Fáni-völgyi 6. sz. üreg földrajzi elhelyezkedése. A térképen 26-os számmal van jelölve a barlang.
Az 1976-ban befejezett, Magyarország barlangleltára című kéziratban az olvasható, hogy a Vértes hegységben, Száron helyezkedik el a Fáni-völgyi 6.sz. üreg. A barlang bejárata a Szár felé haladó sárga jelzésű turistaút elágazásától 310°-ra, kb. 750 m-re található. A völgy ÉK-i szikláiban van a barlang majdnem félköralakú bejárata. A barlang 5,5 m hosszú, 3,7 m széles és 2,3 m magas. A tág bejáratú, félbevágott tojás formájú barlangnak félgömbszerű, oldott kőzetfalai vannak. A kézirat barlangot ismertető része 1 irodalmi mű alapján lett írva.
Az Alba Regia Barlangkutató Csoport által 1979-ben készített kézirat szerint a Fáni-völgyi 6. sz. üreg (F6) az OKTH barlangleltárában, amelyben a Vértes hegység barlangjai között a 15. számú barlang, a fenti névvel van ismertetve. A Kocsis Antal által írt kiadványban Fáni-völgyi–barlang a barlang neve és 26-os a száma. Horváth János szpeleográfiai terepjelentésben ismertette az üreget. A barlang Szár szélén (Fejér megye, Bicskei járás) helyezkedik el. A barlang a Fáni-völgy ÉNy-i végén található útelágazástól az üzemi úton 1,1 km-t haladva közelíthető meg. A barlang a völgy ÉK-i oldalában, 240 m tszf. magasságban, a völgytalptól kb. 20 m-rel magasabban fekszik. Egy nagyrészt összefüggő sziklafalban 3 m magasan van a 2,3 m széles és 2 m magas barlangbejárat. A bejárat alatt két kis fa nőtt.

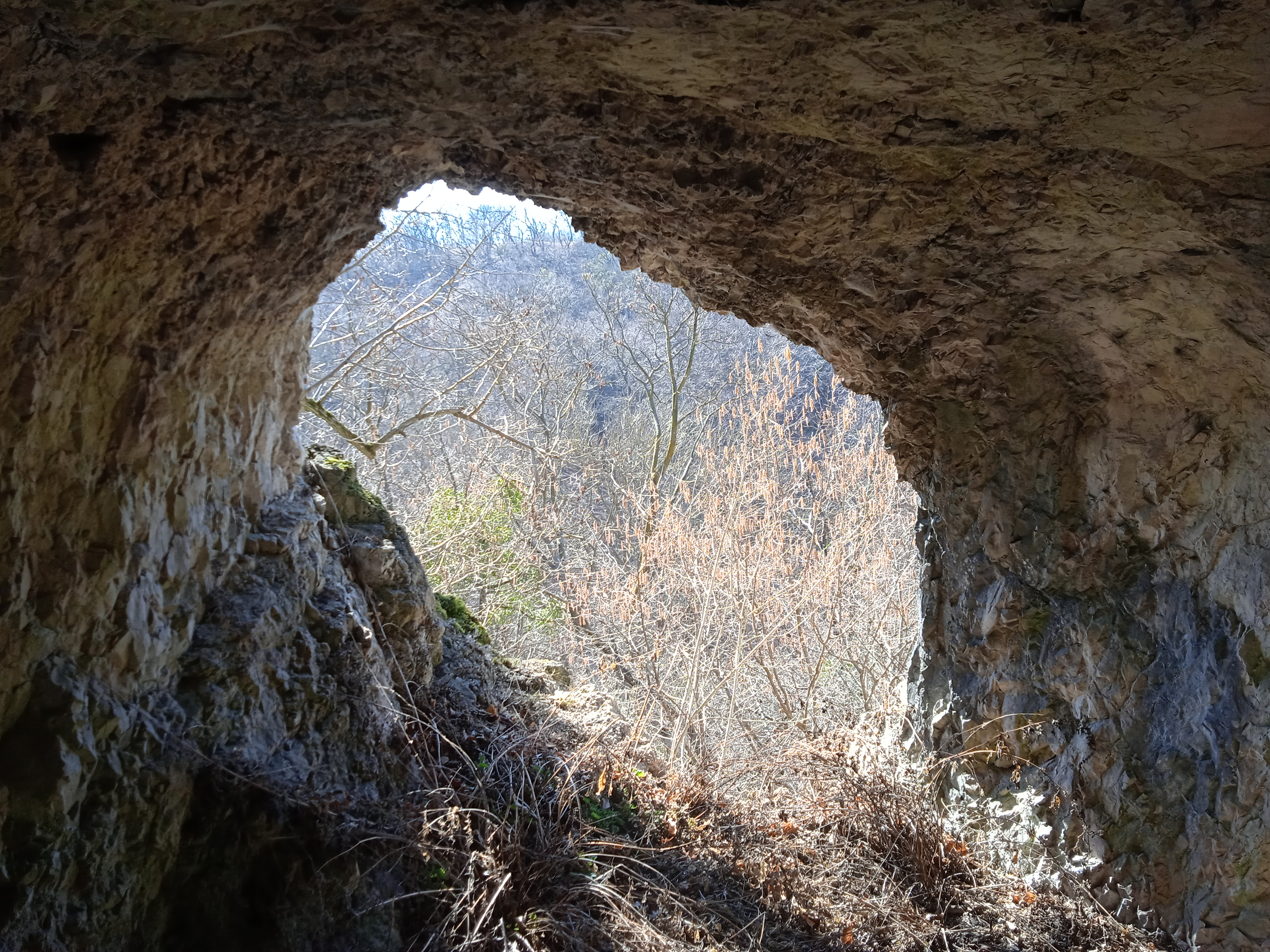
A Fáni-völgyi 6. sz. üreg bejárata

A vízszintes, száraz és tág sziklaodú befoglaló kőzete vastagpados triász fődolomit, melynek dőlése 360°/22°. A kőzet breccsás szerkezetű törései mentén. Kitöltése, mely néhány kődarabból, humuszból áll, valószínűleg vékony. Néha víz szivárog törései mentén. Alapvetően réteglapok mentén jött létre kettős törés, kifagyás, mállás és utólagos korrózió miatt. Korróziós eredetű kis lyukak, szép ívű, üstösen, simára oldott félformák figyelhetők meg benne. Néhány borsókő és rózsaszínű-vöröses falrészek láthatók a barlangban. Aljzatán régi és friss tüzelés nyomai egyaránt előfordulnak, falain pedig olvashatatlan firkálási nyomok észlelhetők. A barlangban néhol algásodás van. A helyi jelentőségű üreg néhány ember számára megfelel kellemes bivakhelynek. A barlang vízszintes kiterjedése 5,6 m, magassága pedig 2,3 m. Megtörtént a barlang azonosítása a helyszínen, leírása, felmérése, fényképezése. Kutatni morfológiai jelenségei miatt érdemes. Az üregben az Alba Regia Barlangkutató Csoport tagjai 1979. február 3-án, barlangkataszterező munka során jártak.
A csoport szerint a Fáni-völgyi 9. sz. üreget a rendkívül zavaros és vázlatos leírás alapján nem lehet topográfiailag azonosítani. Valójában a Fáni-völgyi 9. sz. üreg nem létezik, illetve azonos a Fáni-völgyi 6. sz. üreggel. Indoklás: 1. A csoport kétszer kereste fel a helyszínt, de alapos átvizsgálás után sem találták meg a barlangot. 2. A Fáni-völgyi 6. sz. üreg DK-i irányból haladva tényleg (a barlangleltárban leírtak szerint) a Fáni-völgyi 8. sziklaeresz és a Fáni-völgyi 8/a sziklaeresz előtt, azokhoz közel található. 3. A Fáni-völgyi-barlang név Kocsis Antaltól származik, akinek leírásában az a 26. számú barlang, amely viszont biztosan azonosítható a Fáni-völgyi 6. sz. üreggel. 4. A Fáni-völgyi 9. sz. üregként leírt barlang méretei alig térnek el a Fáni-völgyi 6. sz. üregétől. 5. A barlangleltárban, a Fáni-völgyi 6. sz. üreg céduláján nincs hivatkozva sem a barlang másik nevére, sem Kocsis Antalra. Így Kocsis Antal szerzőként csak 7 db üregnél van említve, pedig 8 db (a csoport által is azonosított) üreget írt le. A hiányzó 1 leírás éppen az általa 26-os számmal jelölt Fáni-völgyi-barlang leírása. A tényeket összevetve a Fáni-völgyi 9. sz. üreg nem létezik, mert azonos a Fáni-völgyi 6. sz. üreggel.
A kéziratba bekerült a Fáni-völgyi 6. sz. üreg alaprajz térképe, hosszmetszet térképe és 2 keresztmetszet térképe. A térképek 1:100 méretarányban ábrázolják a barlangot. Az alaprajz térkép használatához a térképlapon jelölve van az É-i irány. Az alaprajz térkép bemutatja az egyik keresztmetszet elhelyezkedését a barlangban. Az egyik keresztmetszet térképen a barlang bejárata van bemutatva. A térképek elkészítéséhez a barlangot Szolga Ferenc, Gönczöl Imréné, Koch Zoltán és Zentai Ferenc mérték fel 1979. február 4-én. A térképeket 1979. február 22-én rajzolta Szolga Ferenc. A kéziratban látható a Fáni-völgy térképe (kb. 1:10.000 méretarány). A térképen jelölve van az É-i irány. A térképen megfigyelhető a Fáni-völgyi 6. sz. üreg (a térképen: F6) földrajzi elhelyezkedése. A kéziratban van három olyan fénykép, amelyek szemléltetik a barlangot. Az első fényképen a barlang bejárata, a második fényképen a barlangból látható környezet, a harmadik fényképen pedig a barlang végén lévő törés van bemutatva. A fényképeket Zentai Ferenc készítette.

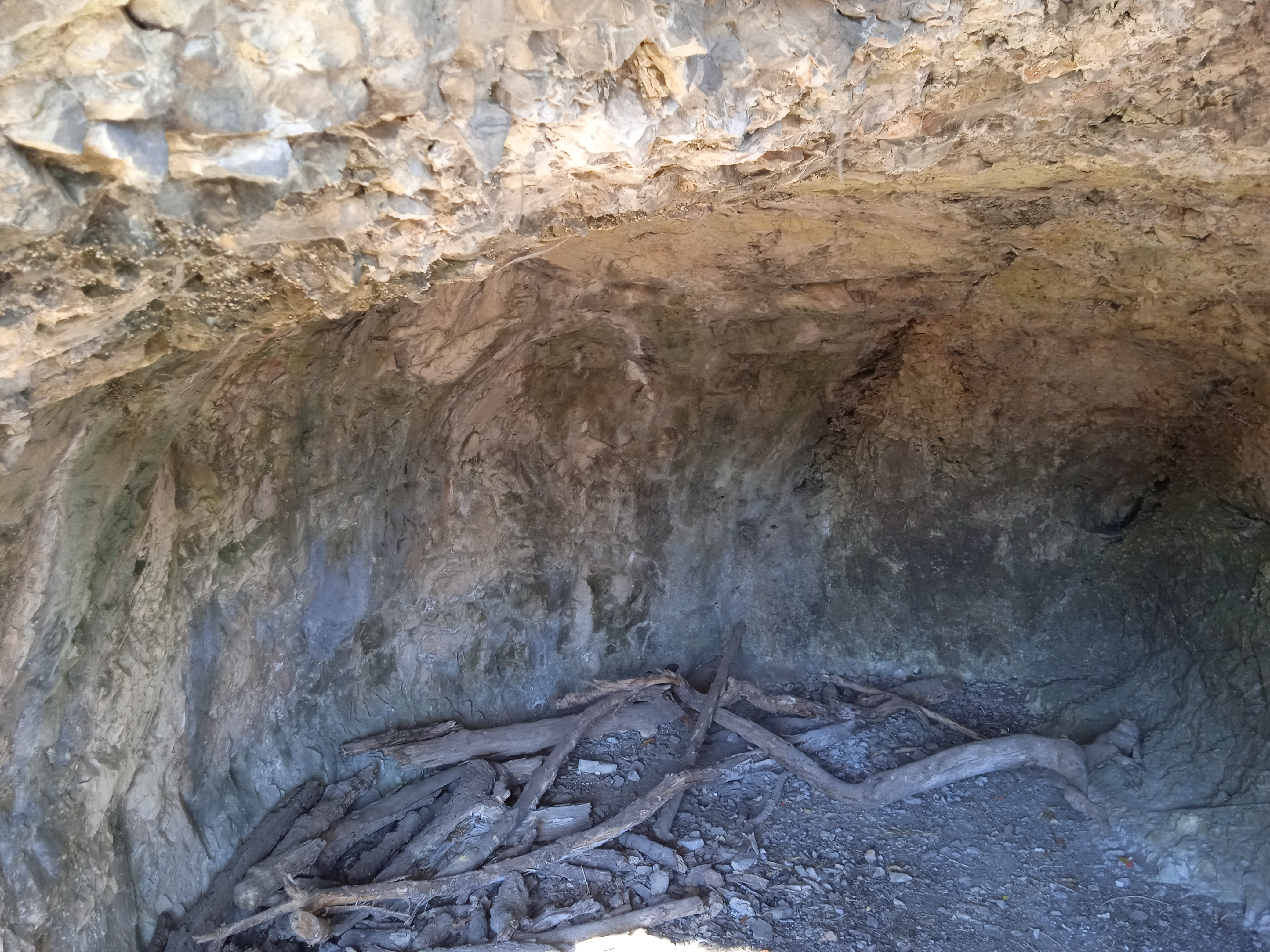
A Fáni-völgyi 6. sz. üreg belseje

Az FTSK Barlangkutató Szakosztály 1980. évi jelentésében meg van említve, hogy a Fáni-völgyi 9. sz. üreg befoglaló kőzete, formája hasonló a Fáni-völgyi 6. sz. üregéhez és a Fáni-völgyi 1. sz. üregéhez. Az FTSK barlangkutató csoportja 1968. március 31-én mérte fel a Fáni-völgy üregeit. A Vértes hegység 1978-ban készült barlangkataszterében tagadva van a Fáni-völgyi 9. sz. üreg létezése, illetve az van írva, hogy a Fáni-völgyi 9. sz. üreg azonos a Fáni-völgyi 6. sz. üreggel. Az 1980. évi MKBT Beszámolóban publikálva lett az 1980. évi csoportjelentés Fáni-völgyi 6. sz. üreget említő része.
Az 1984-ben kiadott, Magyarország barlangjai című könyv országos barlanglistájában szerepel a Vértes hegység barlangjai között a barlang Fáni-völgyi 6. sz. üreg (Fáni-völgyi-barlang) néven. A listához kapcsolódóan látható a Dunazug-hegység barlangjainak földrajzi elhelyezkedését bemutató 1:500 000-es méretarányú térképen a barlang földrajzi elhelyezkedése.
A Béni Kornél és Viszló Levente által írt, 1996-ban napvilágot látott könyvben szó van arról, hogy 10 barlang van a Fáni-völgyben. A völgyben megfigyelhető sok barlang miatt a völgy a Kőlik-völgyhöz hasonló. Ugyanolyan dolomitbreccsa a felépítő kőzet is. A Fáni-völgyben lévő barlangok kialakulásának esetében is a fagyaprózódásos kimállás játszotta a főszerepet. A völgy üregeire jellemző a borsókő előfordulása és gyakran pirosas elszíneződésű falak vannak bennük. Ennek oka ismeretlen. Az üregek lényegében három helyen koncentrálódnak, de ezek közül kettő egymással szemben, a völgy É-i és D-i oldalán fekszik. A völgy mindegyik barlangja a kisebb méretű barlangok közé tartozik.
Az Alba Regia Barlangkutató Csoport 1997. évi évkönyvében közölve lett, hogy a Vértes hegység 1978-ban készült barlangkataszterében tagadva van a Fáni-völgyi 9. sz. üreg létezése, illetve az van írva, hogy a Fáni-völgyi 9. sz. üreg azonos a Fáni-völgyi 6. sz. üreggel. 1997. október 12-én Szolga Ferenc és Harmath Zoltán a helyszínen megbizonyosodtak arról, hogy a Fáni-völgyi 9. sz. üreg és a Fáni-völgyi 6. sz. üreg két különböző barlang.
A barlang 2003. május 1-jén, BTI kataszteri felvétel alapján készült nyilvántartólapja szerint a 4522-32 barlangkataszteri számú Fáni-völgyi 6. sz. üreg (Fáni-völgyi 6.sz. barlang, Fáni-völgyi-barlang) a Vértes hegységben lévő Száron (Fejér megye) található. Az üreg bejáratának koordinátái (Trimble Geoexplorer 3): X: 606318, Y: 235287, Z: 254. Hegyoldalon lévő sziklafalban, erdőben van a barlang 2,3 m széles, 2,6 m magas, természetes jellegű, íves alakú és vízszintes tengelyirányú bejárata. A részletesen felmért barlang 5,6 m hosszú, 2 m függőleges kiterjedésű, 2 m magas, 0 m mély és 5,6 m vízszintes kiterjedésű. Triász dolomitban húzódik az üreg. A barlang kialakulását előkészítette a tektonika és a rétegződés. Az üreg kifagyásos kőzetaprózódás és korrózió miatt jött létre.
A sziklaodú térformájú barlang vízszintes, és jellemző szelvénytípusa az alagút. Gömbüst és borsókő figyelhető meg az üregben. Szervetlen, helyben keletkezett törmelékkitöltése kőzettörmelékből áll. Talaj, humusz, avar, alga fordul elő benne. Növényevő nagyemlős látogatja az üreget. Az üreg antropogén maradványai: tüzelőhely, korom, hulladék, feliratok. Barlangleltári szám: 15. Tematikus feldolgozás: térkép, fénykép, kataszter, leírás. 1975-ben lett először említve a barlang az irodalomban (Kocsis Antal). A kissé megváltoztatott barlang ásványkiválásai gyakorlatilag érintetlenek, aljzata pedig taposott. A nehezen járható (meredek) terepen megközelíthető, könnyen járható barlang megtekintéséhez nem szükséges engedély. Illetékes természetvédelmi hatóság: Duna–Ipoly Nemzeti Park Igazgatóság. A barlang felszínének védettsége: Vértesi Tájvédelmi Körzet (19/1976. OTvH határozat).

## További irodalom
- Horváth János: Szpeleográfiai terepjelentések az 1966., 1970. és 1974. évekből. Kéziratok. (A kéziratok megtalálhatók a Magyar Karszt- és Barlangkutató Társulat Dokumentációs Szakosztályánál.)